# Acragas nigromaculatus
Acragas nigromaculatus là một loài nhện trong họ Salticidae.
Loài này thuộc chi Acragas. Acragas nigromaculatus được Cândido Firmino de Mello-Leitão miêu tả năm 1922.